# 约翰·海斯曼
约翰·威廉·海斯曼(英語：John William Heisman，1869年10月23日—1936年10月3日）出生在美国俄亥俄州克利夫兰，是一名美式橄榄球教练、体育记者、演员。他担任美式橄榄球教练生涯总战绩为186胜70负18平。1917年他带领佐治亚理工学院金色龙卷风队赢得了大学美式橄榄球冠军。每年一度授予大学橄榄球最佳球员的海斯曼杯就是以他的名字命名的。

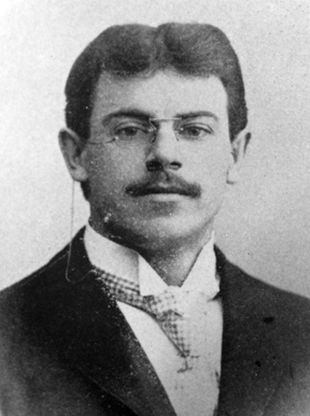
约翰·海斯曼执教奥本大学球队时的照片

## 执教生涯
- 欧柏林大学校美式橄榄球队教练：1892、1894
- 艾克朗大学校美式橄榄球队教练：1893–1894
- 奥本大学校美式橄榄球队教练：1895–1899
- 克莱门森大学校美式橄榄球队教练：1900–1903
- 佐治亚理工学院校美式橄榄球队教练：1904–1919
- 宾夕法尼亚大学校美式橄榄球队教练：1920–1922
- 华盛顿与杰弗逊学院校美式橄榄球队（英语：Washington & Jefferson Presidents football）教练：1923
- 莱斯大学校美式橄榄球队教练：1924–1927